# セファレキシン
セファレキシン(Cefalexin)は、多数の細菌感染症に用いられる抗生物質である。グラム陽性菌と一部のグラム陰性菌の細胞壁の成長を攪乱（かくらん）することにより殺菌する。セファレキシンは第一世代のセファロスポリンのβ-ラクタム系抗生物質である。 同じ第一世代のセファロスポリン、静脈内投与のセファゾリンと同様の作用があるが投与法は経口である。
セファレキシンは特定の細菌感染症：中耳炎、骨髄炎、関節炎、皮膚炎、尿路感染症などの治療に用いられる。 また特定の肺炎、レンサ球菌咽頭炎、感染性心内膜炎の予防にも使用される。 セファレキシンはメチシリン耐性黄色ブドウ球菌（MRSA）、腸球菌、 シュードモナス属による感染症には効果はない。その他の抗生物質と同じく、セファレキシンはウイルス感染症などのインフルエンザ、風邪、急性気管支炎には効かない。 セファレキシンは軽度から中度のペニシリンアレルギーの人にも投与できる。しかし、重度のペニシリンアレルギーの人への投与は推奨されていない。
よくある副作用は吐き気や下痢である。アレルギー反応、クロストリジウム・ディフィシル腸炎の感染、一種の下痢をすることもありえる。現在までに、妊娠中または授乳中の女性が摂取することによる赤ちゃんへの悪影響は発見されていない。子供でも65歳以上でも安全に使える抗生物質である。腎不全の人は量を減らして摂取する必要がある。
セファレキシンは2012年のアメリカで最も処方された薬トップ100のひとつである。 2013年のカナダでは5番目に最も処方された抗生物質である。オーストラリアでは最も処方される薬トップ15のひとつである セファレキシンが開発されたのは1967年であり、1969年から1970年にグラクソ・スミスクラインとイーライリリー・アンド・カンパニー がKeflex と Ceporexという名で他多数の企業と最初に市販した。 ジェネリック医薬品バージョンが複数の商号で安価で入手できる。 セファレキシンは医療制度に必要とされる世界保健機関の必須医薬品リストで最も重要な医薬品である。